# Uperització

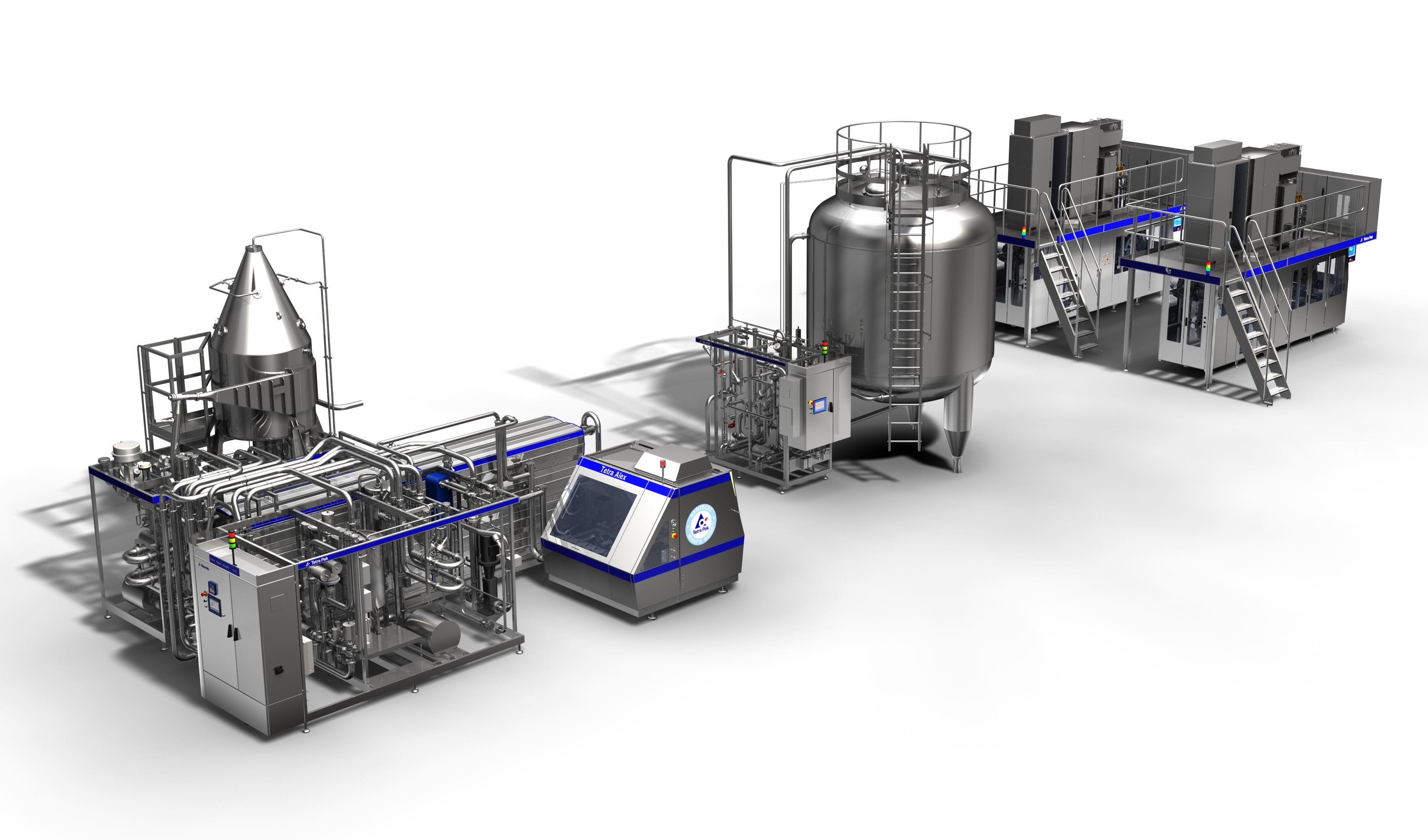
Una línia d'ultra pasteurització Tetra Pak.

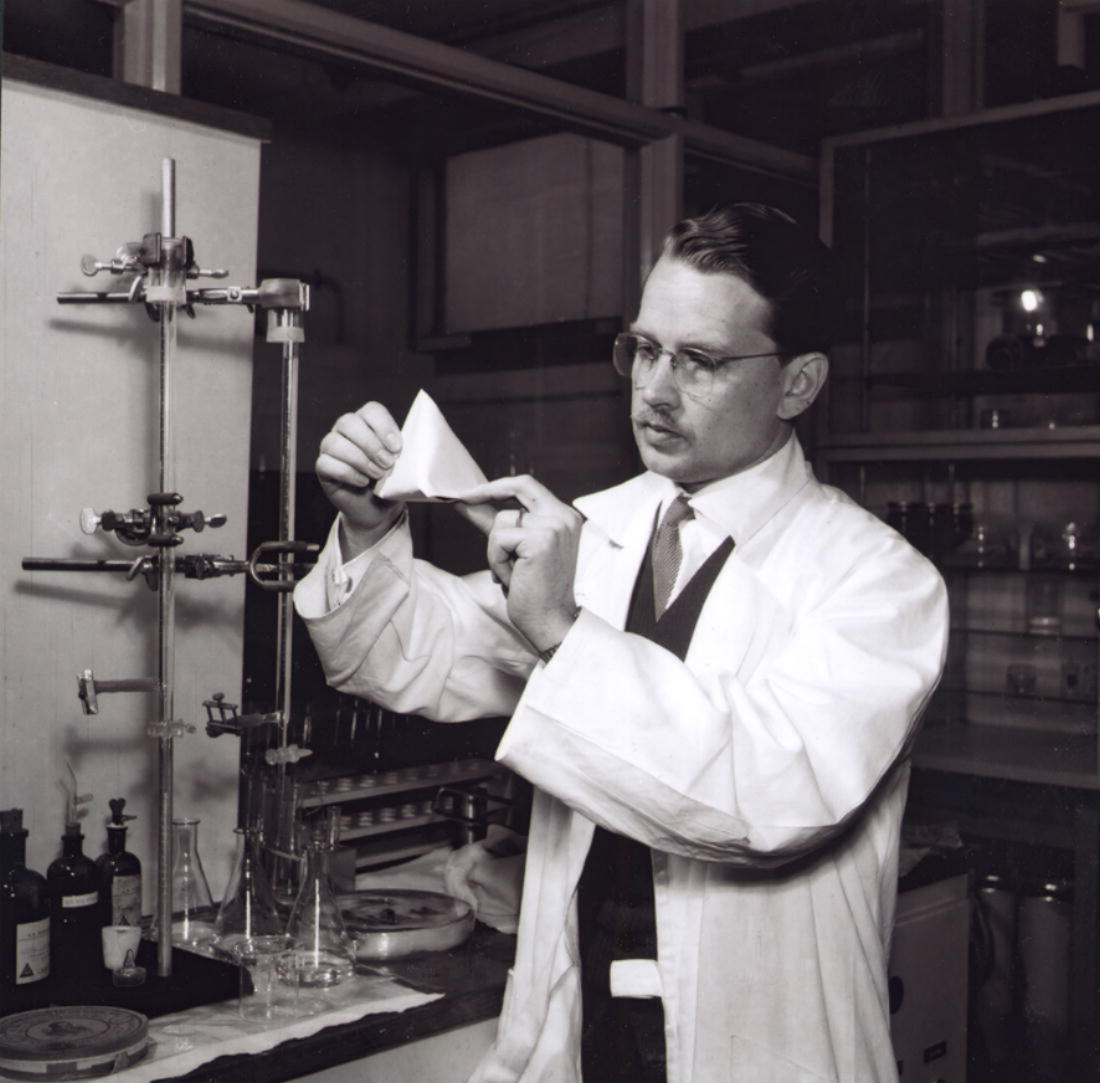
Erik Wallenberg, inventor del primer Tetra Pak tetraèdric.

La uperització, ultrapasteurització o UHT (ultra high temperature en anglès) és una tècnica moderna per a conservar aliments líquids en la qual s'esterilitzen. S'escalfen a uns 135 °C entre 2 i 5 segons, i així s'eliminen els microbis o endòspores bacterianes que pugui contenir. Aquest procés és de flux continu i de contacte indirecte, el producte s'altera mínimament i permet conservar-lo en perfecte estat durant mesos a temperatura ambient sempre que l'envàs estigui tancat.
Generalment s'usa en làctics, però també en sucs de fruites, iogurt, sopes, mel, vi, llet de soja, nata o menjar per a nadons.

## Evolució històrica de la llet UHT
Els consumidors demanaven aliments tan frescos com sigui possible i amb bones propietats sensorials (especialment el sabor), a més de ser segurs i tenir una vida útil considerable, però sense l'aplicació d'additius. A causa del seu alt valor nutritiu, la llet és un mitjà excel·lent per al creixement microbiològic.
El primer sistema va consistir a aplicar un escalfament indirecte amb flux continu (125 º durant 6 min) i va aparèixer el 1893. Es va patentar el 1912 el mètode d'escalfament directe de flux continu barregen vapor amb llet per aconseguir temperatures de 130 a 140º. Tot i això la llet podia patir contaminació sense envasos asèptics comercials. Va ser el 1953 quan la llet UHT es va introduir en llaunes després del tractament tèrmic amb un processador Uperiser®, posteriorment al 1961 gràcies a Erin Wallenberg van començar a utilitzar-se cartons tetraèdrics.
El desenvolupament del processament asèptic als Estats Units va començar gràcies als esforços de C. Olin Ball qui va començar a comercialitzar el 1938 el procés d'ompliment en calent per a una beguda de llet amb xocolata. El 1942, es va utilitzar el procés Avoset per empaquetar productes amb crema mitjançant un sistema d'aire calent continu i llums ultraviolats (UV) a la zona d'ompliment i segellat. El 1948, el procés asèptic Dole desenvolupat per William McKinley Martin es va utilitzar per a empaquetar sopa de pèsols i llet esterilitzada. El 1952 Real Fresh, Inc. es va convertir en el segona empresa làctica als Estats Units en utilitzar UHT i envasos asèptics i el 1981, va ser el precursor en l'ús de peròxid d'hidrogen (H₂O₂) per esterilitzar la matèria d'embalatge.

## Fases generals del procés UHT
Abans de començar la producció s'ha de pre-esterilitzar la planta per evitar la reinfecció del producte tractat. L'esterilització es fa amb vapor i la maquinària haurà de passar un temps mínim d'esterilització amb aigua calenta durant 30 minuts. Després, es refredarà la planta.
En la producció, la llet i el medi que l'escalfa no estan en contacte, estan separats per un equip de superfícies diferents: plaques, túbuls i superfícies raspades. Les fases de producció varien segons si es tracta d'un procés amb calor indirecta o directa. El producte és bombejat a 4 °C des del tanc d'emmagatzematge al dipòsit d'equilibri. En aquesta secció el producte és escalfat a 75 °C i després es refreda. Posteriorment, és homogeneïtzat a una pressió de 180-250 bars. Continua el seu recorregut i es torna a escalfar a 137 °C. El mitjà de calefacció és un circuit tancat d'aigua calenta amb la temperatura regulada per injecció de vapor d'aigua. Després de l'escalfament, el producte passa pel tub de retenció durant 4 segons.
La planta s'ha de netejar i esterilitzar abans de reiniciar el procés. Si alguna de les màquines envasadores s'atura accidentalment en algun moment, el producte s'elimina.
Finalment, el procés d'envasament asèptic, la llet estèril es col·loca en un paquet hermètic esterilitzat en un entorn higiènic. Això preserva els aliments sense conservants químics ni refrigeració. Totes les manipulacions postprocés del producte s'han de fer dins de l'entorn estèril.
Hi ha cinc tipus bàsics de línies d'envasament asèptic: 
- Omplir i segellar en un ambient asèptic envasos preformats de plàstic, vidre o metall esterilitzats.
- Formar, omplir i segellar. El rotlle de material s'esterilitza i es forma en un entorn estèril, s'omple i se segella, com el tetra pak.
- Erigir, omplir i segellar. Omplir amb tubs tombats erigits i esterilitzats, després segellar com a caixes de cartó.
- Termoformar, omplir i segellar. Segellar amb tubs esterilitzats com a les llaunes de plàstic.
- Motlle de bufat, omplir i segellat.

Hi ha diversos tipus de paquets diferents que s'omplen després del procés UHT a la llet:
- Llaunes
- Cartó / plàstic / làmina / laminats de plàstic
- Bosses flexibles
- Envasos de plàstic termoformats
- Envasos modelats de flux
- Envasos a l'engròs

Aquestos envasos proporcionen l'avantatge d'una vida útil més llarga a temperatures ambientals en comparació amb la pasteurització.

## Tipus de processos UHT a la llet
Els processos UHT es poden classificar com escalfament directe o indirecte, segons el tipus de intercanviadors de calors usats.

### Procés amb calor indirecta
En els processos que utilitzen calor indirecta, la llet s'escalfa a través d'una barrera conductora de la calor, generalment d'acer inoxidable, que separa l'agent calefactor de la llet. La superfície calefactora pot ser una placa ondulada com als pasteuritzadors HTST o un tub amb un diàmetre relativament petit. La llet flueix a través d'un gran cilindre on giren contínuament unes fulles tallants, mentre que a l'exterior el cilindre es va escalfant amb vapor.

### Procés amb calor directa
En processos que utilitzen calor directa es barreja vapor saturat amb la llet a pressió i escalfant ràpidament per condensar el vapor. La llet escalfada s'injecta a través d'un orifici un recipient al buit on s'afegeix aigua a la llet per refredar-la. Un requisit especial per a equips que utilitzen aquest tipus de calor és que el vapor sigui culinari i no contingui tòxics.
Com a producte final dels dos mètodes obtindrem una llet estèril amb un sabor similar al de la llet pasteuritzada.

### Sistema de calor combinada
Els sistemes que combinen ambdós processos van ser desenvolupats fa pocs anys, en algunes etapes utilitzen calor directa i en altres calor indirecta. Els seus avantatges enfront dels sistemes convencionals són una major taxa de regeneració de calor i una reducció de l'energia de combustió.

## Maquinària utilitzada en la UHT
Com s'ha comentat en l'apartat anterior, la indústria ofereix principalment dos mètodes alternatius de tractament de temperatures ultra-altes (UHT): directe o indirecte. En l'escalfament a temperatures ultra-altes directe, el vapor s'injecta durant poc temps en el producte, procés a què li segueix ràpidament una refrigeració instantània. El poc temps que dura el tractament permet aconseguir una molt bona qualitat de productes.
Tanmateix, el procés requereix un consum d'energia relativament alt en comparació amb el tractament a temperatures ultra-altes indirecte. Amb l'escalfament indirecte, el producte no entra en contacte directe amb la font de calor, sinó que s'escalfa mitjançant intercanviadors de calor. La gran rendibilitat d'aquest mètode es deu a la possibilitat de recuperar la major part de l'energia tèrmica.
La maquinària utilitzada sol ser automàtica, formada per un equip UHT connectat a un dipòsit estèril i una envasadora asèptica. Un sol PLC controla totes les fases del procés, que subministra també els sistemes de producció d'aire estèril necessaris. Hi ha plantes UHT que són totalment automàtiques i es pot graduar el seu cabal per a produir bosses de producte de 200 ml a 1100 ml. Les capacitats de les plantes oscil·les entre els 3000 litres / hora fins als 20000 litres / hora.
S'ha anat millorant molt la tecnologia en aquests aspectes, ja que la llet per exemple, és un producte que consumim i es produeix molt, i garantir la màxima eficiència, productivitat i seguretat a l'hora d’uperitzar aliments a la indústria en un procés tan estès pot significar un gran avantatge, sobretot en l'àmbit econòmic i sanitari.
Tot seguit es posa un exemple de cada tipus (directe o indirecte) i es descriuen les característiques amb profunditat:

### Unitat de tractament indirecte a altes temperatures deTetra Pak®
És una unitat de processament utilitzada per al tractament a altes temperatures continu i altament eficaç de productes làctics i líquids. La unitat té un disseny asèptic i utilitza un intercanviador de calor tubular o de plaques per a l'escalfament indirecte per tal d'obtenir un producte que es pot emmagatzemar a temperatura ambient. Poden arribar a tenir capacitats de 1000 litres / hora fins a 40000 litres / hora.
Entre les seves aplicacions calen destacar que és ideal per utilitzar amb productes làctics formulats, així com amb altres productes de baixa acidesa, com la llet de soja. També és possible combinar-ho amb aplicacions de productes no làctics, com per exemple suc, te o cafè.

#### Components
- Estructura de suport d'acer inoxidable.
- Tanc de nivell constant.
- 4 sensors de control de nivell.
- Bomba centrífuga per a l'alimentació de la planta.
- Mesurador del flux i del cabal.
- Intercanviador de calor tubular.
- Dispositiu sensor de temperatura.
- Dispositiu de recirculació d'aigua calenta.
- Tanc d'esterilització.
- Sistema de control.
- Tauler de control en acer inoxidable i pantalla.[7]

#### Característiques
Entre les seves característiques destacables, cal anomenar que la regeneració directa de producte permet un baix consum de vapor (només 20 kg / 100 kg de producte) i possibilita la recuperació de calor en un 92%. S'estalvia energia addicional en aconseguir una temperatura de sortida ~15° C per sobre la temperatura d'entrada. Això implica una reducció dràstica en el medi de refredament que es necessita.
A més, la brutícia es minimitza perquè l'equip pugui funcionar durant fins a 40 hores amb bona qualitat de l'aliment en qüestió, el que al seu torn implica un menor cost per litre de producte produït. Això s'aconsegueix optimitzant la configuració amb un tub de retenció amb temperatura controlada que desnaturalitza les proteïnes i controla amb precisió el descens de la temperatura, pressió i flux en els circuits de l'aigua calenta.
Consta d'un dipòsit d'equilibri que té un disseny d'ompliment inferior especial i una vora afilada entre les fases de mescla. Això permet estalviar fins a 75 litres de llet a cada canvi de producte, en comparació amb l'ompliment tradicional d'un dipòsit d'equilibri de fons pla. La disposició de la vàlvula d'entrada escurça la fase de mescla i una bomba controlada per freqüència redueix encara més el consum d'energia.
També cal destacar que els resultats de la neteja pròpia del reactor es poden monitorar en continu amb l'ajuda d'uns sensors anomenats CIP (clean in place) en anglès, que traduït significa "neteja en el lloc". Això implica que les configuracions de neteja es poden optimitzar segons el grau de brutícia, el que dona com a resultat més temps de funcionament i una reducció en el consum de serveis públics.
A més, aquests tipus de reactors compten amb reguladors d'humitat de l'homogeneïtzador que absorbeixen la variació de pressió i d'impacte abans i després de la formació de la mescla homogènia. L'ompliment automàtic d'aire manté el nivell d'aquest regulat per a assegurar un funcionament sense problemes. Sense aquest matalàs d'aire controlat, ocorrerien vibracions i cavitacions que escurçarien el temps d'execució del reactor. S'inclou CIP (neteja en el lloc) completament automatitzada, que augmenta la seguretat del procés, dels operaris i l’optimització del cicle de producció.
El producte asèptic a l'interior dels tubs del intercanviador de calor tubular flueix a major pressió que el producte sense tractar al costat del casc. Un sistema de protecció flotant (amb el qual compten aquest tipus de reactors) permet una expansió tèrmica, el que redueix enormement el risc de dany per esquerdes i, per tant, de pèrdua d'esterilitat. A més de perllongar la vida útil del reactor, millora la innocuïtat alimentària.

### Unitat de tractament directe a altes temperatures
Asseguren un impacte mínim en el sabor, color i valor nutricional dels productes tractat gràcies a una càrrega de calor baixa. És adequat per a molts productes, sigui només amb sistema directe sigui amb una combinació de sistemes d'escalfament. Aquest tipus de reactors presenten el rendiment més gran operatiu per a sistemes a altes temperatures (UHT) directes en la indústria gràcies a, per exemple, cicles llargs de producció i baixa pèrdua de producte. Poden arribar a tenir una capacitat de 2000 litres / hora fins a 30.000 litres / hora.
Representen un processament directe a altes temperatures per a productes asèptics de primera qualitat, amb injecció directa de vapor. S'utilitza principalment per a productes amb baix nivell d'acidesa sensibles a la calor, com la llet, llet enriquida, la crema, la llet de soja, els productes làctics formulats, la barreja per a gelat, moltes postres i productes de llarga vida útil. El procés també és adequat per als productes suaus, com les sopes, les salses, i altres productes a base de midó; també pot manipular partícules més petites.

#### Característiques
En aquest tipus de reactor s'injecta vapor ràpidament al producte, amb un escalfament instantani de 80° C, seguit d'una forta condensació (només 0,1 segons) i equilibri de temperatura. La combinació d'una alta temperatura d'esterilització i un període breu d'escalfament garanteix que els microorganismes i les espores es desactivin amb un impacte mínim en el sabor i color del producte. El procés també implica molt poca brutícia, que, al seu torn, implica una capacitat extraordinària de neteja, menys temps d'inactivitat per a neteja i costos generals de neteja més baixos.
Això però, també es duu a terme la infusió de vapor. El principi bàsic de la infusió de vapor és passar un producte a través d'una atmosfera de vapor per escalfar-lo. El sistema d'esplai del producte pot variar, però ha de donar com a resultat una mida uniforme de gotes de llet per a mantenir un índex de transferència de calor constant. El procés d'infusió de vapor és similar al del sistema d'injecció de vapor, però és més acurat (presenta menys quantitat amb l'efectivitat apropiada), el que dona lloc a més estabilitat del producte. No obstant això, aquest sistema necessita més aigua de refredament i genera pèrdues de productes addicionals, el que dona com a resultat entre un 4% i 8% més de cost operatiu que el sistema d'injecció.
Pel que fa a la refrigeració, aquesta és instantània, i té lloc en el recipient de buit equipat amb condensador, permet un refredament ràpid del producte. Es manté un buit parcial per mitjà d'una bomba i es controla per a assegurar que s'evapori la mateixa quantitat d'aigua que es va agregar anteriorment en forma de vapor. El gran diàmetre i la part superior en forma cònica, juntament amb la gran distància entre l'entrada del producte i la sortida del vapor, garanteixen un trasllat baix i una pèrdua mínima de gust.
El recipient de buit compacte sol ser d'acer inoxidable, i presenta un condensador incorporat que li dona una esterilització prèvia i una neteja ràpida i eficient. Hi ha un dipòsit per al producte i un per a l'aigua. Aquest últim, el dipòsit de compensació per lot de CIP (neteja en lloc), s'utilitza com un dipòsit d'aigua secundari en el canvi d'aigua a producte, la qual cosa permet una interfície d'aigua a producte posteriorment. A més, un diàmetre menor de la part inferior escurça la fase de mescla. L'ompliment i buidatge de volum controlat minimitza les pèrdues de producte a menys de 150 litres per cicle de producció de 15.000 litres. També es va dissenyar perquè hi hagués un accés fàcil per a inspeccionar, reparar i mantenir atès que són reactors que estan contínuament produint i necessiten una revisió periòdica.

## Canvis fisicoquímics a la llet UHT
Un dels objectius principals del mètode de conservació de la llet amb el tractament d'alta temperatura durant poc temps és obtenir un grau desitjat de destrucció de microorganismes i la inactivació d'enzims. Però, es poden donar canvis no desitjats a les seves propietats fisicoquímiques i sensorials, així com al seu valor nutritiu.

### Canvis químics
El procés amb calor directa produeix canvis químics menys dolents en comparació amb el procés amb calor indirecta. Els aliments làctics experimenten els següents canvis químics en diferents graus: sabor, acidesa (disminueix després del procés UHT), inactivació enzimàtica i descomposició de vitamines.
El sabor d'escalfat després del procés UHT es deu als grups sulfhidril (S-H) que s'oxiden. La pèrdua d'acidesa té lloc per la reacció de l'oxigen sobre els components greixos de la llet que provoca volàtils d'aldehids i cetones de cadena curta. La inactivació enzimàtica és un canvi químic positiu del procés UHT perquè indica esterilitat.
Les vitamines liposolubles es veuen afectades mínimament per la calor, mentre que les vitamines solubles amb l'aigua del procés es poden destruir parcialment. A causa del tractament UHT s'ha observat una reducció significativa de la vitamina B1 (tiamina), B₂ (riboflavina), B₃ (niacina), B₆ (piridoxina) i B₁₂ (cobalamina).

### Canvis físics
Els canvis físics no desitjats a la llet UHT són el color marró, la sedimentació, la desestabilització de les proteïnes i la separació de greixos. L'escalfament directe sembla provocar una reaglomeració dels greixos i la formació d'una capa de greix sòlida durant l'emmagatzematge. Aquest problema es dona més en sistemes directes que no pas indirectes i és més notable en llet amb alts continguts en greixos. Per evitar-ho es fa un procés d'homogeneïtzació després de l'últim escalfament.
Les proteïnes de la llet són les més perjudicades pel procés UHT, contribuint a una pèrdua de color, sabor i nutrició, a més de produir sedimentació i gelificació.

## Microbiota de la llet
La llet conté un alt contingut de nutrients, inclosos proteïnes, greixos, carbohidrats, vitamines, minerals i aminoàcids essencials, a un pH neutre i gran quantitat d'activitat hídrica. Tot això proporciona un ambient ideal per al creixement de molts microorganismes, amb una abundància estimada de 103-104 ufc/ml, fent que la llet tingui una microbiota molt rica. És per això que la llet crua acabada de munyir no sempre és un aliment estèril. Aquesta microbiota prové del sistema digestiu, la pell, organofaringe, tracte urinari, glàndula mamària i vies respiratòries de l'animal productor de la llet.
Aquesta afecta directament al desenvolupament posterior dels productes làctics, ja que poden provocar la fermentació de la lactosa fins a lactat i tenir diferents impactes en les propietats organolèptiques.
Alguns dels microorganismes que trobem a la microbiota de la llet són: 
- Microorganismes fermentadors làctics: Lactococcus, Lactobacillus, Streptococcus, Propionibacterium i poblacions de fongs.[16]

Aquestes són les poblacions predominants. Són les espècies de bacteris capaces de fermentar la lactosa transformant-la en àcid làctic. Això pot provocar un descens del pH (augment de l'acidesa) i amb això una coagulació o precipitació de les proteïnes (quan això passa, es diu que la llet s'ha tallat).
- Microorganismes deteriorants: Pseudomonas, Clostridium, Bacillus i altres microorganismes formadors d'espores o termodurits.
- Microorganismes que promouen la salut: Lactobacillus i bifidobacteris.[16]

S'han descrit com a microorganismes amb un efecte beneficiós per a la salut. No obstant això, perquè tinguin cert efecte probiòtic aquests bacteris han de poder sobreviure en el tracte gastrointestinal i això fa que hagin de ser ingerides en gran nombre, però la quantitat que pot trobar-se en la llet crua és escassa. A més, el seu creixement es veu inhibit a baixes temperatures de refrigeració a les que s'emmagatzema la llet, per exemple. Per tant, aquests bacteris no exerceixen cap efecte fisiològic sobre el consumidor, de manera que la seva eliminació durant el tractament tèrmic no és rellevant.
- Microorganismes que poden causar malalties: Listeria, Salmonella, Escherichia coli, Brucella, Mycobacterium, Coxiella, Corynebacterium, Campylobacter, virus (com el de la febre de la Vall del Rift) i paràsits com Cryptosporidium i fongs productors de micotoxines.[16]

Són els més preocupants, ja que la llet és un aliment que es consumeix moltíssim i la gran varietat de patògens que pot tenir és molt elevada. A més, la ingestió de llet crua o d'algun producte elaborat amb ella pot provocar un brot alimentari. Poden provocar diferents malalties, des de lleus gastroenteritis (diarrea, vòmits, nàusees, febre, dolors abdominals, etc.) fins a molt greus, com la síndrome de Gillain-Barré, brucel·losi, listeriosi, salmonel·losi entre d'altres, que poden arribar a causar la mort de determinats pacients.
A més, molts d'aquests microorganismes produeixen residus d'antibiòtics a la llet que poden desenvolupar resistències en bacteris patògens.

## Diferència entre llet UHT i llet pasteuritzada
Ambdues tècniques són tractaments d'esterilització que serveixen per augmentar la vida útil de la llet aplicant altes temperatures durant un període. La diferència és que en la pasteurització s'aplica una temperatura d'aproximadament 62 °C durant un període d'uns 5 segon, en canvi, en la UHT s'aplica una temperatura d'uns 135 °C durant uns 2-5 segons.
La pasteurització aconsegueix que cada molècula de llet estigui a una temperatura determinada durant aquest temps en concret. Això provoca que s'eliminin la majoria de formes vegetatives de microorganismes presents a la llet (inclosos patògens com E. coli, Salmonella spp., L. monocytogenes, Y. enterolitica, C. jejuni, S. aureus i la forma vegetativa de Clostridium botulinum). No obstant això, aquest tractament no elimina les enterotoxines resistents a la calor que puguin estar presents. Tampoc destrueix espores resistents a la calor. Aquestes espores poden arribar a germinar i produir toxines durant la conservació de la llet pasteuritzada. Per aquests motius la llet pasteuritzada s'ha de conservar a temperatures de refrigeració i únicament durant uns pocs dies.
La UHT, al contrari, assegura la destrucció de tots els microorganismes i de formes esporulades. És la llet que es denomina uperitzada o UHT, i que es permet emmagatzemar a temperatura ambient durant diversos mesos (la llet en tetrabric).

## Factors que influeixen la vida útil de la llet UHT

### Edat de la vaca
La llet de vaques més velles es gelifica més ràpidament que la de vaques joves.

### Etapa de lactància
La llet UHT de lactància precoç es gelifica de 5 a 6 mesos, però la de lactància tardana es gelifica al cap de 9 mesos de la seua producció. La raó darrere del fenomen és que hi ha una major quantitat de proteïna del sèrum de llet desnaturalitzada en llets de lactància tardana en comparació amb la de lactància primerenca.

### Mastitis
La llet amb mastitis, és a dir, la llet amb un alt recompte de cèl·lules somàtiques, sotmesa al procés UHT és més susceptible a la gelificació que la llet normal. Això s'ha atribuït a un augment de l'activitat proteolítica a causa d’un elevat nivell de l'enzim plasmina.

### Temporada
Les variacions estacionals en la composició de la llet poden afectar indirectament el comportament de gelificació de la llet esterilitzada amb UHT. La llet de primavera i finals de tardor presenta més problemes de gelificació que la llet produïda en altres estacions. La llet de primavera té valors més elevats de pH, lactosa, fosfats solubles i hidratació micel·lar que la llet de tardor, mentre que la llet de primavera té una baixa estabilitat de greixos i calor.

### Qualitat microbiològica de la llet crua
La llet amb un alt recompte microbià és més susceptible a la gelificació que la llet amb un recompte baix. Els microorganismes que produeixen enzims estables a la calor causen els problemes de gelificació més greus. Els temps de refrigeració més llargs abans de l'esterilització permeten l'augment del creixement de microorganismes psicotròpics i la producció d'aquestos enzims estables a la calor, especialment proteïnases i lipases.

### Temperatura d'emmagatzematge
En general, la gelificació es produeix més fàcilment a temperatures ambientals (20 a 25 °C) que a temperatures baixes (4 °C) o altes (35 a 40 °C).

### Contingut de greix
La llet desnatada UHT és més susceptible a la gelificació que la llet sencera UHT. Això es pot atribuir a una acció de l'enzim plasmina i les proteïnases bacterianes de la llet descremada sobre la llet sencera.

### Hidròlisi de la lactosa
La hidròlisi enzimàtica de lactosa es pot dur a terme abans o després del tractament UHT. Aquesta hidròlisi dona lloc a un augment de proteòlisi, és a dir, degradació de proteïnes. Això pot causar un daurat de la llet i un augment del dany de les proteïnes de la llet, perdent nutrició.

## Normativa espanyola a la llet
El processament i l'envasat asèptic estan subjectes a tres tipus de requisits normatius segons l'Aesan.
1. L'any 1952 el Decret de 18 d'abril de 1952 sobre creació de centrals lleteres en municipis de 25.000 habitants classifica la llet de vaca destinada a l'abast públic com: natural, certificada, higienitzada i conservada. La Direcció General de Sanitat garanteix la innocuïtat del producte. La llet ha de distribuir-se en recipients esterilitzats.
2. Al juliol d'aquest mateix any es publica una Ordre conjunta dels ministeris d’Agricultura i Governació de 31 de juliol de 1952 per la qual s'estableix el Reglament pel qual s'han de regular les condicions de la llet destinada a l'abast públic i de les Centrals Lleteres. En aquest reglament es desenvolupen, entre d'altres, les condiciones que han de complir les ramaderies diplomades i la llet que certifiquen.
3. L'any 1964 el Decret 2275/1964 regula el proveïment de llet a Madrid en condicions higièniques i serà lliurada per Centres d'Higienització per al seu tractament tèrmic. Estableix una data determinada recomanada pel consum del producte.
4. L'any 1966 es publica el Decret 2478/1966 pel qual s'aprova el Reglament de Centrals Lleteres i altres indústries làcties, que deroga les normes anteriors. En aquest reglament les llets es classifiquen en: llet de consum immediat i llet conservada.
5. L'any 1967 es publica el Decret 2484/1967 pel qual s'aprova el text del Codi Alimentari Espanyol. En el seu Capítol XV sobre Llets i derivats defineix els diferents tipus de llet i les seves característiques i estableix condicions per a la seva preparació, envasat, consum i venda, així com una sèrie de prohibicions generals.
6. L'any 1982 es publica el Reial Decret 2561/1982 pel qual s'aprova la Reglamentació Tècnic-Sanitària d'Indústries, Emmagatzematge, Transport i Comercialització de Llet i productes làctics.
7. Ja pertanyent a la Unió Europea, a fi de traslladar al nostre ordenament jurídic la Directiva 92/46 CEE, per la qual s'estableix les normes sanitàries aplicables a la producció i comercialització de llet crua, llet tractada tèrmicament i productes làctics.
8. El Reial Decret 1679/1994 estableix les condicions que ha de complir la llet crua destinada a l'elaboració de productes làctics, així com les que s'han de complir perquè s'autoritzi la comercialització de llet per a consum humà directe: condicions dels animals i ramaderies de procedència, criteris microbiològics, filtrat, refredat i envasat, marcat de salubritat, etiquetatge i conservació.
9. Posteriorment, amb l'aprovació dels reglaments d'higiene, es fa necessari derogar el Reial Decret 1679/1994 mitjançant el Reial Decret 640/2006 del 26 de maig, pel qual es regulen determinades condicions d'aplicació de les disposicions comunitàries en matèria d'higiene, producció i comercialització dels productes alimentaris.
10. El Reglament (CE) Nº 853/2004, del Parlament Europeu i de Consell de 29 d’abril de 2004 pel qual s'estableixen normes específiques d'higiene dels aliments d'origen animal, permet la comercialització de llet per a consum humà directe, és a dir, sense tractament previ. Aquest Reglament estableix que els Estats membres puguin regular mitjançant normes específiques, prohibir o limitar la comercialització en el seu territori de llet crua destinada a consum humà directe. Espanya no ha fet ús d'aquesta possibilitat.

Podem concloure per tant, que des dels anys 50 s'ha permès a Espanya la venda directa a consumidor de llet crua complint unes determinades condicions sanitàries establertes en diferents normatives i que afecta els animals, les explotacions de procedència, els establiments làctics i la mateixa llet.

### CCAA
A Catalunya, mitjançant el Decret 297/1990 de 4 de desembre, es regula la venda de llet certificada crua i es prohibeix la venda de llet crua a granel que no vagi destinada a la industrialització. Es permet la venda de llet crua certificada envasada procedent de les granges de producció lletera qualificades de ramaderies de sanitat comprovada i diplomada i que compleixin els requisits establerts en el decret, entre els quals es troben que estiguin inscrites en el Registre Sanitari d'Indústries i productes alimentaris de Catalunya.
Aquest Decret s'ha derogat recentment mitjançant el Decret 163/2018 de 17 de juliol de venda directa de llet crua de vaca, que té per objecte regular l'activitat de venda directa de llet crua de vaca per una explotació ramadera.

## Altres productes tractats amb UHT

### Sucs de fruites
El tractament per UHT en sucs de fruites augmenta el contingut d'àcids grassos i compostos fenolítics.
Per una banda, disminueix la bioaccesibilitat de la vitamica C, nutrient essencial per a l'ésser humà i altres mamífers. Alguns mamífers la poden sintetitzar de manera natural al fetge, però, els que no ho fan, necessiten aliments, com els sucs de fruites, per a la seva obtenció.
Per altra banda, augmenta la bioaccesibilitat de la antocianina, compost fenolític que té efectes com millores de les funcions neurològiques produïdes per l'edat i del sistema immunitari i controlar la diabetis de tipus 2 i la obesitat.

### Sopes
Les sopes tenen una gran diversitat d'ingredients, el que proporciona una gran heterogeneïtat en característiques microbiològiques, com la càrrega d'espores de Bacillus, les quals són resistents a altes temperatures.
Per poder esterilitzar-les completament, la temperatura hauria de ser molt més alta que en una UHT. Això implicaria un producte massa cuit amb una disminució de la qualitat nutritiva i propietats organolèptiques, és a dir, les característiques que poden ser detectades pels sentits, com el sabor, textura, olor o color.
Per evitar aquesta disminució, les sopes són tractades amb UHT, ja que aquesta abaixa la probabilitat de la càrrega d'espores.

### Mel
La mel és l'aliment de les abelles, obtingut a partir del pol·len de les flors. Quan es recol·lecta la mel provinent del rusc, es centrifuga per a separar gran part de la cera de la mel, i un cop fet això es filtra per a eliminar impureses o partícules no desitjades, i en molts casos se sotmet a un procés d’uperització, consistint en un raig de vapor sobreescalfat durant menys d'un segon, cosa que té una gran propietat esterilitzant.
Així i tot, ja que la uperització és un procés molt estès, encara hi ha debat sobre el procediment, ja que hi ha qui pensa que en escalfar tant la mel es produeix la ruptura de les seves molècules per a transformar-se en simples sucres, i prefereixen consumir-la sense esterilitzar o amb un altre mètode.

### Iogurt
Els productes fermentats es conserven millor que els productes frescos, com seria la llet sense tractar. La majoria dels aliments fermentats, com el iogurt, contenen àcids orgànics, etanol o altres compostos antimicrobians que inhibeixen el creixement d'organismes deteriorants i patògens transmesos pels aliments.
Per fer iogurts es pot utilitzar llet UHT, la qual tindrà menys quantitat de microorganismes, i, per tant, el iogurt tindrà una menor quantitat, gràcies a la fermentació i al procés d'UHT.
A més, els iogurts produïts a partir de llet UHT, tenen una viscositat constant, cosa que si estan fets amb altres llets, la viscositat és variable.

### Llet de soja
La llet de soja conté components que promouen la salut, com proteïnes i isoflavones, però, també, conté un mal sabor i olor i pot causar una hipertrofia pancreàtica pel fet que conté inhibidors de l'activitat de la tripsina, enzim produït pel pàncrees i que és essencial per la digestió.
La UHT provoca una desnaturalització de l'inhibidor de la tripsina, provocant que l'inhibidor no porti a terme la seva funció. Però només amb UHT no s'elimina tot l'inhibidor de la tripsina, per tant, s'ha de combinar amb altres tècniques per poder aconseguir que la llet de soja no provoqui malaltia pancreàtica.
Per altra banda, amb un tractat de la llet de soja amb UHT milloren l'olor i el sabor.

## Tècniques per ampliar l'estabilitat dels productes UHT
La llet UHT a temperatura ambient acostuma a durar uns 4 a 6 mesos i, si ho posem a temperatura estable d'emmagatzematge, pot durar uns 12 mesos. Això es deu, per exemple, al fet que hi ha espècies de bacteris, com Pseudomones o Bacillus, que poden produir proteases resistents a la calor proporcionada en el procés d'UHT.
Hi ha tècniques que es poden aplicar per poder allargar aquest període a uns 18 mesos, com són la microfiltració o la homogeneïtzació a alta pressió.

### Microfiltració
La microfiltració és una tècnica que es fa abans del procés UHT. Consisteix en filtrar a través d'una membrana. Aquest permet eliminar cèl·lules somàtiques, cèl·lules bacterianes i espores, junt amb els enzims associats.
Aquesta tècnica fa que la formació de gels i sediments es vegin endarrerits. A més, es frena la proteòlisi.

### Homogeneïtzació a alta pressió
La homogeneïtzació a alta pressió consisteix en proporcionar una altra pressió a la mostra per modificar proteïnes, especialment enzims dels aliments. Aquest procés pot causar la inactivació, estabilització o activació dels enzims, ja que modifica diversos enllaços químics causant desnaturalitzacions que afecten la activitat catalítica.
També, es pot fer una homogeneïtzació de doble pressió, que consisteix en proporcionar una pressió d'uns 200 MPa i una segona pressió posterior que puja a 400-600 MPa.
El primer canvi de pressió redueix la distribució de glòbuls de greixos i, amb la segona, s'alteren els agregats de greixos-proteïnes produïts per la primera homogeneïtzació.

## Efectes negatius de la UHT
El processament UHT conté molts efectes positius en el tractament d'aliments, però, sobretot en la llet. Però, també, té efectes negatius com la formació de sabors massa cuits o sabors estranys, produïts per la formació d'una varietat de compostos que contenen sofre, cetones metil i aldehids alifàtics, derivats dels components de la matriu de la llet durant el processament tèrmic i emmagatzematge.
Aquests compostos, de vegades, són difícils de detectar a causa de la seva alta volatilitat, sensibilitat a l’oxidació i a la calor i, en alguns casos, poden trobar-se en baixes concentracions.